# Металлург (футбольный клуб, Донецк)
«Металлу́рг» — бывший украинский футбольный клуб из Донецка. Основан 17 июня 1996 года. Играл на стадионе «Металлург», ранее играл на стадионе «Шахтёр». Выступал в Премьер-лиге Украины. Прекратил существование 6 июня 2015 года в связи с банкротством.
Базировался в Донецке, где доминирует «Шахтёр», он имел небогатую болельщицкую, но мощную финансовую поддержку, находясь в собственности Сергея Таруты. Клуб трижды становился бронзовым призёром чемпионата Украины и дважды играл в финале национального кубка.

## История

### Зарождение металлургической команды в Донецке
К истории металлургической команды можно отнести период с 1911 по 1929 годы. Юзовское спортивное общество (ЮСО) было образовано 30 сентября 1911 года (по старому стилю) именно на литейном заводе фабриканта Джона Юза. Футбольная команда ЮСО являлась членом Южнорусского футбольного союза, была победителем футбол-лиги Донбасса 1913 года, участвовала в чемпионате Российской империи того же года, дойдя до полуфинала южной (малороссийской) зоны. В послереволюционные годы заводскому спортклубу было присвоено имя Ленина. СК им. Ленина (СКЛ) также становился чемпионом Донбасса и принимал участие в чемпионатах Украины («серебро» 1923 года, «бронза» 1924-го). Начиная с 1929 года «металлурги» начали уходить «с футбольной сцены», уступая своё место под солнцем молодой команде сталинского «Динамо».

### Металлург
История «Металлурга» началась в 1996 году. Во второй лиге чемпионата Украины играла команда «Медита» из города Шахтёрск, которая испытывала финансовые трудности. Тогда в межсезонье 1995/96, по инициативе заместителя председателя правления АО «Донецкий металлургический завод» Сергея Середы, донецкая областная Федерация передала команду «Медита» и её место во второй лиге новоявленному клубу «Металлург». Финансированием команды в первые годы занимался зарубежный инвестор завода — фирма «Металлзраша» (Гонконг), которой руководил Мухаммад Захур. Первым президентом клуба стал Александр Косевич, а первым тренером — пришедший из киевского «Динамо» Владимир Онищенко. Под его руководством за два года «Металлург» поднялся в высшую лигу. В дебютном сезоне в высшем дивизионе 1997/98 дончане заняли шестое место. Перед следующим сезоном «Металлург» покинули восемь игроков основного состава. Их уход был связан с ухудшением финансового положения клуба, в результате чего коллектив занял 14-е место. Не желая мириться с таким положением дел, президент клуба Александр Косевич вёл активный поиск потенциальных спонсоров, проводя переговоры и консультации со многими организациями. Вновь были налажены связи с металлургическим заводом, появились контакты между «Металлургом» и донецким «Шахтёром». В этот период вице-президентом клуба стал Владислав Гельзин. Появившаяся финансовая стабильность помогла клубу в следующих сезонах подняться сначала на 7-е, а затем на 5-е место в чемпионате.
Летом 2001 года Косевич и Гельзин, являвшийся одним из фактических владельцев команды, вместе со своими партнёрами передали клуб Сергею Таруте и его компании ИСД. Обретя такого мощного спонсора, «Металлург» в первом же сезоне завоевал бронзовые медали чемпионата Украины, став первым клубом, которому это удалось на шестом году своего существования. Благодаря этому успеху в 2002 году «Металлург» впервые принял участие в еврокубках, где в первом же раунде Кубка УЕФА потерпел по сумме двух матчей поражение от бременского «Вердера» с общим счётом 2:10.
Закончив первый круг на пятом месте, «Металлург» ушел в отпуск, после которого в команде произошли изменения. 20 января, прилетев из Турции, где команда проводила первый учебно-тренировочный сбор, у неё сменился главный тренер. Руководство футбольного клуба отправило в отставку Семена Альтмана, который возглавлял донецкий клуб на протяжении трех с половиной лет. Вместо него исполняющим обязанности главного тренера был назначен 33-летний Александр Севидов, бывший игрок команды, в последние полтора года возглавлявший «Металлург-2» (Донецк). Именно Севидов руководил тренировочным процессом на следующих сборах. И уже в Голландии руководители футбольного клуба во главе с президентом Сергеем Тарутой назначили его главным тренером команды. Так Севидов, заключивший контракт на год, стал самым молодым тренером команды высшей лиги.
В мае 2014 года УЕФА наложил санкции на «Металлург» из-за задолженности клуба перед румынской «Глорией» за трансфер бразильского нападающего Жуниора Мораеса — в ближайшие три года клуб лишен права участвовать в еврокубках.
В июне 2015 года в связи с невозможностью клуба находиться в Донецке (из-за событий на Донбассе) и финансовыми ограничениям акционеров донецкий «Металлург» предпринял попытку объединения с днепродзержинской «Сталью», которая, как и «Металлург», финансировалась концерном ИСД. В связи с тем, что аттестат соответствия требованиям Премьер-лиги на сезон 2015/16 получил именно «Металлург», объединённая команда могла продолжить выступления в Премьер-лиге лишь под старым названием. Генеральный директор ФК «Металлург» (Донецк) Евгений Гайдук так объяснил этот процесс: «Команда будет выступать под эгидой донецкого „Металлурга“. Но только к нашему клубу это не будет иметь никакого отношения. Оболочка, если так можно выразиться — будет от „Металлурга“, а наполнение — от днепродзержинской „Стали“». Перед новым сезоном «Металлург» возглавил новый главный тренер — Владимир Мазяр, ранее тренировавший днепродзержинскую «Сталь». Ближе к старту чемпионата президент «Стали» Максим Завгородний сообщил, что «не получилось слияния», так как он «не может увязывать свой клуб с длительной жизнью „Металлурга“, у которой есть масса всяких последствий», вероятно имея в виду возможные долги донецкого клуба перед УЕФА в размере 5 миллионов евро. В тот же день основатели клуба Олег Мкртчан и Сергей Тарута направили письмо в УПЛ, в котором сообщили о банкротстве «Металлурга».

## Статистика выступлений

### Украина
| Сезон   | Див.            | Поз. | Игр | В  | Н  | П  | ГЗ | ГП | О   | Кубок Украины | Примечание                                                                |
| ------- | --------------- | ---- | --- | -- | -- | -- | -- | -- | --- | ------------- | ------------------------------------------------------------------------- |
| 1995/96 | Вторая лига «Б» | 2    | 38  | 24 | 7  | 7  | 53 | 27 | 79  | 1/32 финала   | Повышение                                                                 |
| 1996/97 | Первая лига     | 1    | 46  | 32 | 5  | 9  | 77 | 39 | 101 | 1/16 финала   | Повышение                                                                 |
| 1997/98 | Высшая лига     | 6    | 30  | 11 | 7  | 12 | 28 | 27 | 40  | Полуфинал     |                                                                           |
| 1998/99 | Высшая лига     | 14   | 30  | 7  | 7  | 16 | 27 | 51 | 28  | 1/4 финала    |                                                                           |
| 1999/00 | Высшая лига     | 7    | 30  | 11 | 10 | 9  | 39 | 35 | 43  | 1/4 финала    |                                                                           |
| 2000/01 | Высшая лига     | 5    | 26  | 11 | 9  | 6  | 30 | 24 | 42  | 1/4 финала    |                                                                           |
| 2001/02 | Высшая лига     | 3    | 26  | 12 | 6  | 8  | 38 | 28 | 42  | Полуфинал     |                                                                           |
| 2002/03 | Высшая лига     | 3    | 30  | 18 | 6  | 6  | 44 | 26 | 60  | 1/4 финала    |                                                                           |
| 2003/04 | Высшая лига     | 4    | 30  | 14 | 10 | 6  | 51 | 34 | 52  | 1/4 финала    |                                                                           |
| 2004/05 | Высшая лига     | 3    | 30  | 14 | 7  | 9  | 38 | 35 | 49  | 1/4 финала    |                                                                           |
| 2005/06 | Высшая лига     | 9    | 30  | 10 | 9  | 11 | 35 | 35 | 39  | Полуфинал     |                                                                           |
| 2006/07 | Высшая лига     | 9    | 30  | 9  | 9  | 12 | 26 | 35 | 36  | 1/4 финала    |                                                                           |
| 2007/08 | Высшая лига     | 12   | 30  | 6  | 13 | 11 | 34 | 39 | 31  | Полуфинал     |                                                                           |
| 2008/09 | Премьер-лига    | 4    | 30  | 14 | 7  | 9  | 36 | 27 | 49  | 1/4 финала    |                                                                           |
| 2009/10 | Премьер-лига    | 8    | 30  | 11 | 7  | 12 | 41 | 33 | 40  | Финалист      |                                                                           |
| 2010/11 | Премьер-лига    | 8    | 30  | 11 | 5  | 11 | 36 | 45 | 38  | 1/16 финала   |                                                                           |
| 2011/12 | Премьер-лига    | 7    | 30  | 12 | 6  | 12 | 35 | 34 | 42  | Финалист      |                                                                           |
| 2012/13 | Премьер-лига    | 5    | 30  | 14 | 7  | 9  | 45 | 35 | 49  | 1/16 финала   |                                                                           |
| 2013/14 | Премьер-лига    | 6    | 28  | 12 | 7  | 9  | 45 | 42 | 43  | 1/16 финала   |                                                                           |
| 2014/15 | Премьер-лига    | 10   | 26  | 6  | 10 | 10 | 27 | 38 | 22  | 1/16 финала   | Лишён 6 турнирных очков за невыполнение решения ДК ФИФА от 9.09.2014 года |

### Европа
| Сезон   | Турнир      | Раунд | Клуб           | Результат     |
| ------- | ----------- | ----- | -------------- | ------------- |
| 2002/03 | Кубок УЕФА  | 1Р    | Вердер         | 2:2, 0:8      |
| 2003/04 | Кубок УЕФА  | 1Р    | Парма          | 1:1, 0:3      |
| 2004/05 | Кубок УЕФА  | 2К    | Тирасполь      | 3:0, 2:1      |
|         |             | 1Р    | Лацио          | 0:3, 0:3      |
| 2005/06 | Кубок УЕФА  | 2К    | Шопрон         | 3:0, 1:0      |
|         |             | 1Р    | ПАОК           | 1:1, 2:2      |
| 2009/10 | Лига Европы | 2К    | МТЗ-РИПО       | 3:0, 2:1      |
|         |             | 3К    | Интерблок      | 2:0, 3:0      |
|         |             | 4К    | Аустрия (Вена) | 2:2, 2:3 (дв) |
| 2012/13 | Лига Европы | 2К    | Челик          | 7:0, 4:2      |
|         |             | 3К    | Тромсё         | 1:1, 0:1      |
| 2013/14 | Лига Европы | 3К    | Кукеси         | 0:2, 1:0      |

- 2К = второй квалификационный раунд
- 3К = третий квалификационный раунд
- 4К = четвёртый квалификационный раунд
- 1Р = первый раунд

## Достижения
Чемпионат Украины 
- Бронзовый призёр (3) : 2001/02, 2002/03, 2004/05

 Кубок Украины
- Финалист (2): 2009/10, 2011/12

Первая лига Украины
- Победитель: 1996/97

Вторая лига Украины
- Серебряный призёр: 1995/96

Суперкубок Украины 
- Финалист: 2012

### Достижения футболистов
Дважды игроки «Металлурга» становились лучшими бомбардирами чемпионата страны и выигрывали «золотую бутсу» Украины:
- 2002 год —  Сергей Шищенко — 12 голов,
- 2004 год —  Георгий Деметрадзе — 18 голов.

## Тренеры
| - Владимир Онищенко (1997—1998) - Владимир Гаврилов (1998) - Игорь Яворский (1999) - Михаил Соколовский (1999) - Семён Альтман (1999—2002) - Александр Севидов (2003) - Виллем Фреш (2003—2004) - Тон Каанен (2004) - Славолюб Муслин (2004—2005) - Виталий Шевченко (2005) - Александр Севидов (2005—2006) - Степан Матвиив (2006) - Анхель Алонсо (2006) - Ко Адриансе (2006—2007) - Йос Дарден (2007) - Сергей Ященко (2007—2008) - Николай Костов (2008—2010) - Андрей Гордеев (2011) - Владимир Пятенко (2011—2012) - Юрий Максимов (2012—2013) - Владимир Пятенко (2013, и. о.) - Сергей Ташуев (2013—2014) - Владимир Пятенко (2014—2015) |